# Тихорецкий проспект
Тихоре́цкий проспект — магистраль на севере Санкт-Петербурга. Проходит от улицы Гидротехников до пересечения с Северным проспектом, продолжаясь проспектом Культуры на север и Политехнической улицей на юг. Является границей Выборгского (чётная сторона) и Калиниского районов (нечётная сторона)

## История
В 1900-е годы участок от начала улицы до Светлановского проспекта (дальше проспект не продолжался) назывался проспектом Бенуа по владельцу находящейся здесь лесной молочной фермы и дачи архитектору Ю. Ю. Бенуа. Это название проспект носил до 1952 года. В 1910-е годы отрезок от Светлановского до Северного проспекта носил название Полевая дорога. С декабря 1952 года и поныне проспект называется Тихорецким в память об освобождении города Тихорецка в январе 1943 года. Само название было дано без привязки к местности.

## Достопримечательности
К северо-западной части проспекта от Светлановского до Северного, на всей протяженности бывшей Полевой дороги примыкает лесопарк Сосновка. Основная застройка проспекта относится к советскому времени: имеются здания как 30-х, так и 80-х годов XX века. Однако сохранилась и дача Бенуа (Тихорецкий, 17), которая была отремонтирована, преобразована в арт-центр и открыта для посетителей в 2015 году.
На участке дома 3 находится здание Военной академии связи им. С. М. Будённого (ранее Военно-электротехническая академия связи имени С. М. Будённого. Перед зданием академии 4 ноября 1968 года был установлен бронзовый памятник В. И. Чапаеву.
В 1930-х годах на территории между Военной академией связи им. С. М. Буденного и проспектом Бенуа было построено шесть типовых пятиэтажных жилых зданий (именовавшихся корпусами 102, 103, 104, 105, 106 и 107), образовавших закрытый «военный городок». В 106-м корпусе (коридорного типа) жили в основном слушатели академии с семьями. В остальных домах жили преподавательский состав и сотрудники академии (их называли вольнонаёмными). Квартиры в этих домах были смешанного типа: коммунальные, коридорного типа и отдельные квартиры. В 1950-х годах были построены еще 3 корпуса (получившие номера 108, 109 и 110), предназначавшиеся только для командования академии и профессорско-преподавательского состава. Часть этих домов и в настоящее время функционирует в режиме «проживания», некоторые разрушаются, как, например, 103-й.
В 1980-е годы на участке дома 4 по проекту Д. Х. Еникеева было построено новое здание Института цитологии АН СССР (ныне Институт цитологии РАН).
Участок дома 21 на углу со Светлановским проспектом занимает башня «Белый тюльпан», — построенное в 1973—1986 годах здание ЦНИИ робототехники и технической кибернетики.

## Транспорт
Ближайшая станция метро — «Политехническая».
Маршруты автобуса:
- 69 (в одном направлении — от улицы Гидротехников до Светлановского проспекта)
- 78 (в одном направлении — от улицы Веденеева до улицы Академика Байкова)
- 93, 202, 293 (от проспекта Науки до Светлановского проспекта)
- 94, 294 (от улицы Гидротехников до проспекта Науки)
- 271 (от улицы Гидротехников до Светлановского проспекта)
- 275, 399 (весь проспект)

Маршруты троллейбуса:
- 4, 21 (весь проспект)
- 51 (от улицы Гидротехников до Светлановского проспекта)
- 34, 50 (кольцо в начале проспекта)

Маршруты трамвая:
- 9 (от проспекта Науки до Северного проспекта)
- 38 (от улицы Гидротехников до проспекта Науки)
- 40 (кольцо в начале проспекта)
- 55, 61 (весь проспект)
- 57 (от кольца в начале проспекта до проспекта Науки)

## Пересечения
С юга на север (по увеличению нумерации домов) Тихорецкий проспект пересекают следующие магистрали:
- улица Гидротехников;
- Яшумов переулок;
- проспект Науки;
- Зелёная улица;
- Светлановский проспект;
- улица Веденеева;
- аллея Академика Глушко;
- улица Академика Байкова;
- Северный проспект.